# Нортенко, Василий Иванович
Василий Иванович Нортенко (1922—2003) — советский офицер, танкист, в годы Великой Отечественной войны командир взвода танков Т-34 65-го отдельного танкового полка (8-я гвардейская армия, 1-й Белорусский фронт), Герой Советского Союза.

## Биография
Родился 17 марта 1922 года в посёлке Чаплино ныне Васильковского района Днепропетровской области.
Украинец. Окончил 7 классов и 2 курса Днепропетровского техникума физкультуры.
В июне 1941 года призван в РККА Васильковским райвоенкоматом Днепропетровской области. В сентябре 1942 года окончил танковое училище.
В январе 1945 года лейтенант В. И. Нортенко отличился в бою года в районе посёлка Едлиньск. Член КПСС с 1945 года.
После войны продолжал службу в армии. С 1954 года капитан В. И. Нортенко находился в запасе.
Жил и работал столяром в городе Туймазы (Башкирия). 
Умер 6 апреля 2003 года.

## Подвиг
«Командир взвода танков „Т-34“ 65-го отдельного танкового полка (8-я гвардейская армия, 1-й Белорусский фронт) кандидат в члены ВКП(б) лейтенант Василий Нортенко отличился в январе 1945 года в районе посёлка Едлиньск, в 12-и километрах севернее польского города Радом. Танкисты его взвода вступили в бой с двадцатью танками и самоходными орудиями врага, уничтожив тринадцать танков, двадцать три автомашины и до роты гитлеровцев. Лейтенант Нортенко лично уничтожил шесть танков и тринадцать автомашин с боеприпасами и до 45-и гитлеровцев. Противник в панике отошёл, а советские части получили возможность без потерь продвинуться вперёд».
Указом Президиума Верховного Совета СССР от 24 марта 1945 года за образцовое выполнение боевых заданий командования и проявленные при этом геройство и мужество лейтенанту Нортенко Василию Ивановичу присвоено звание Героя Советского Союза с вручением ордена Ленина и медали «Золотая Звезда» (№ 7324).

## Награды
- Медаль «Золотая Звезда» Героя Советского Союза (24.03.1945)[2].
- Орден Ленина (24.03.1945).
- Орден Отечественной войны 1-й степени (06.09.1943).
- Орден Отечественной войны 1-й степени (06.04.1985)[3]
- Орден Отечественной войны 2-й степени (09.06.1945)[4].
- Медали.